# Vol Paninternational 112
Le 6 septembre 1971, le vol Paninternational 112, un vol charter international assuré par un BAC 1-11 exploité par la compagnie aérienne allemande Paninternational (en), s'est écrasé à proximité de l'aéroport Helmut-Schmidt de Hambourg, lors d'une tentative d'atterrissage sur une autoroute à la suite de la panne des deux moteurs en vol. L'accident a tué 21 passagers et un membre d'équipage parmi les 121 personnes à bord.

## Avion et équipage
L'appareil impliqué, un biréacteur court/moyen-courrier de type BAC 1-11 515FB, immatriculé D-ALAR (numéro de série 207), a effectué son premier vol au sein de Paninternational (en) l'année précédente, en 1970, et totalise 4 324 heures de vol et 2 920 cycles (décollages/atterrissages) au moment de l'accident.
Le commandant de bord est Reinhold Hüls, un ancien pilote militaire avec plus de 3 000 heures de vol, tandis que la copilote Elisabeth Friske, la première femme pilote de ligne en Allemagne de l'Ouest à l'époque, compte seulement 7 heures de vol sur BAC 1-11.

## Accident
Le vol 112 a décollé de l'aéroport Helmut-Schmidt de Hambourg, en Allemagne, pour un vol à destination de l'aéroport de Malaga-Costa del Sol, en Espagne, avec 115 passagers et 6 membres d'équipage à bord. 
Après le décollage, alors que l'avion atteint une altitude de 980 pieds (300 m), les deux moteurs sont tombés en panne et le commandant de bord a décidé de faire un atterrissage d'urgence sur l'autoroute A7, à environ 4,5 km de l'aéroport.
Lors de l'atterrissage sur la chaussée, en direction du sud pour éviter le trafic dense en provenance de Hambourg, l'avion a dévié vers la gauche et est entré en collision avec un viaduc et plusieurs piliers en béton, provoquant le cisaillement de l'aile droite, du cockpit et de l'empennage du BAC 1-11. Le reste du fuselage s'est brisé et s'est immobilisé contre un arbre, puis a pris feu immédiatement après le crash.

## Enquête
L'enquête révèle que le réservoir du système à injection d'eau, permettant d'augmenter la poussée des moteurs (utilisé lors du décollage), a été rempli, par inadvertance, avec un mélange d'eau et de kérosène au lieu d'eau déminéralisée. La pulvérisation de ce carburéacteur supplémentaire dans les moteurs les a fait surchauffer et tomber en panne peu de temps après le décollage. 
À la suite de l'accident, deux préposés à la maintenance de Paninternational (en) ont été condamnés à des peines de prison en 1974.